# Konanathale, Honnali
Konanathale là một làng thuộc tehsil Honnali, huyện Davanagere, bang Karnataka, Ấn Độ.